# اف‌ام‌اس
سیسنم تولیدی انعطاف پذیر (به انگلیسی: flexible manufacturing system) یک سیستم  دارای مقداری انعطاف‌پذیری است که به آن اجازه می‌دهد عکس‌العمل سیستم در تغییرات را نشان دهد.
اولین معقوله ماشین flexibilityهست که توانایی‌های سیستم رابرای تغییرات پشتیبانی می‌کند.برای ارائه دادن انواع محصول جدیدوتوانایی برای تغییر سفارش عمل‌هایی که اجرا شده در آن قسمت.
دومین معقوله نامیده می‌شود routing flexibility که شامل توانایی برای استفاده ماشین‌های مضاعف برای به شکل درآوردن عملهای یکسان در روی یک قسمت به طوری که توانایی سیستم‌ها برای جذب کردن تغییرات larg scal در این قبیل Volom,capitaly or capabilityسراسر fms به طورعادی با یک کامپیوتر مرکزی کنترل می‌شود.فایده اصلی fms انعطاف‌پذیری بالای آن در مدیریت منبع سختنائی شبیه وقت و کوشش در سفارش برای سختنائی یک سیستم جدید.
بهترین کاربرد از fms پیدا کردن در تولید قسمت کوچکی از محصولات شبیه آن فرمهای یک mass productionاست.
Adventages افزایش شده برای کنترل و هدایت وآماده سازی زمانورمحصولات جدید که پرداخت‌های کوتاه برای انعطاف‌پذیری هست. هزینه کارگر برای کنترل و هدایت و بالا بردن کیفیت انعطاف‌پذیری برای کنترل و هدایت ذخیره می‌شود.همیشه افزایش انعطاف‌پذیری لازم نیست. بلکه همچین افزایش سودمندی لازم است.
سیستم های ساخت و تولید انعطاف پذیر به عنوان پاسخی به تقاضاهای بازار با افزایش تنوع تولید، دوره های زمانی کوتاه مدت محصولات و تقاضاهای نامعلوم به وجود آمده اند. رشد و توسعه سیستم های کامپیوتری، امکان ساخت ماشین هایی با قابلیت های بسیار زیاد و دارای انعطاف لازم برای انجام عملیات گوناگون را فراهم کرده است و همزمان با وروداینگونه ماشین آلات به سیستم های تولیدی، مفهوم سیستم های تولید انعطاف پذیر FMS  ارائه شده است. 